# Máscara (instrumento de tortura)

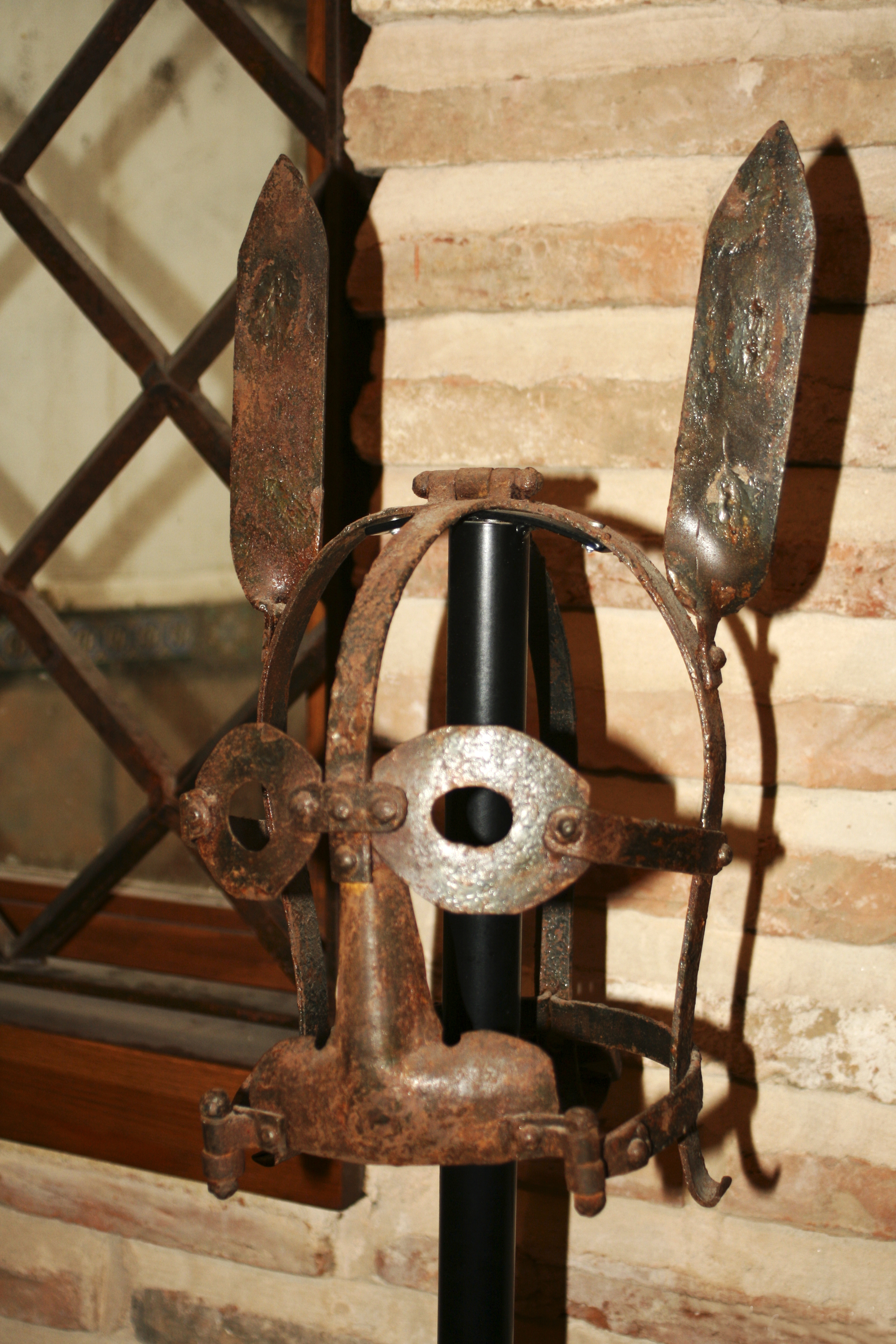

La máscara o  scold's bridle, era un instrumento usual con el cual se castigaba una larga lista de infracciones menores en la búsqueda de brujas o para silenciar a una mujer.  Se trataba de un artilugio antiguamente utilizado en toda Inglaterra y Escocia para el castigo de las llamadas "mujeres regañonas". No estuvo legalizada pero las corporaciones, señores, barones, tribunales, ayuntamientos y la iglesia lo utilizaban para castigar a las mujeres para callarlas por supuestamente ser chismosas o utilizar lenguaje abusivo. Miles de mujeres fueron humilladas y atormentadas, así el poder eclesiástico exponía el escarnio público a los desobedientes y a las inconformistas. De esta manera, se silenciaba tanto a las mujeres como a la disidencia religiosa.
Muchas máscaras incorporaban piezas bucales de hierro, se introducía en la boca un trozo de brida (o placa de bordillo),  que se presionaba sobre la lengua como una compresa o se utilizaba para levantar la lengua y colocarla plana sobre el paladar del portador. Esto impedía que hablara y provocaba muchos efectos secundarios desagradables, como salivación excesiva y fatiga en la boca.
Algunas de éstas mutilaban permanentemente la lengua con púas afiladas y hojas cortantes. Las víctimas, encerradas en las máscaras y expuestas en la plaza pública, también eran maltratadas por la multitud. Golpes dolorosos, ser untados con orina y excrementos, y heridas graves (a veces mortales, sobre todo en los senos y el pubis) eran su suerte. Con esto en la cabeza, la mujer infractora iba por las calles  encadenada a la cruz del mercado para ser mordida por los transeúntes.
Parecida a los frenos o bridas que se ponen en la boca de los caballos para controlarlos, el esposo  aseguraba la brida a la cara de su esposa para enseñarle una lección y que no hablara de más. A veces, incluso,el trozo tenía un pico que perforaba la lengua si se intentaba hablar.